# Epizeuxis bipupillata
Epizeuxis bipupillata là một loài bướm đêm trong họ Noctuidae.